# Afrikansk gulbug
Afrikansk gulbug (latin: Iduna natalensis) er en spurvefugl, der lever i det Subsahariske Afrika.